# Перис (Нью-Йорк)
Перис (англ. Paris) — місто (англ. town) в США, в окрузі Онейда штату Нью-Йорк. Населення — 4332 особи (2020).

## Демографія
Згідно з переписом 2010 року, у місті мешкало 4411 осіб у 1757 домогосподарствах у складі 1254 родин. Було 1865 помешкань
Расовий склад населення:
| - 98,3 % — білих - 0,5 % — азіатів - 0,3 % — чорних або афроамериканців - 0,1 % — корінних американців |

До двох чи більше рас належало 0,7 %. Частка іспаномовних становила 1,1 % від усіх жителів.
За віковим діапазоном населення розподілялося таким чином: 21,3 % — особи молодші 18 років, 63,9 % — особи у віці 18—64 років, 14,8 % — особи у віці 65 років та старші. Медіана віку мешканця становила 43,6 року. На 100 осіб жіночої статі у місті припадало 97,7 чоловіків;  на 100 жінок у віці від 18 років та старших — 96,5 чоловіків також старших 18 років.
Середній дохід на одне домашнє господарство  становив 80 743 долари США (медіана — 66 366), а середній дохід на одну сім'ю — 90 816 доларів (медіана — 76 086). Медіана доходів становила 54 125 доларів для чоловіків та 46 504 долари для жінок. За межею бідності перебувало 6,6 % осіб, у тому числі 7,0 % дітей у віці до 18 років та 3,5 % осіб у віці 65 років та старших.
Цивільне працевлаштоване населення становило 2252 особи. Основні галузі зайнятості: освіта, охорона здоров'я та соціальна допомога — 33,3 %, науковці, спеціалісти, менеджери — 11,5 %, роздрібна торгівля — 10,3 %.